# Comuna de Żyrzyn
Żyrzyn (polaco: Gmina Żyrzyn) é uma gminy (comuna) na Polónia, na voivodia de Lublin e no condado de Puławski. A sede do condado é a cidade de Żyrzyn.
De acordo com os censos de 2004, a comuna tem 6599 habitantes, com uma densidade 51,3 hab/km².

## Área
Estende-se por uma área de 128,73 km², incluindo:
- área agricola: 56%
- área florestal: 35%

## Demografia
Dados de 30 de Junho 2004:
|                      | Total   | Total | Mulheres | Mulheres | Homens  | Homens |
| -------------------- | ------- | ----- | -------- | -------- | ------- | ------ |
|                      | pessoas | %     | pessoas  | %        | pessoas | %      |
| População            | 6599    | 100   | 3318     | 50,3     | 3281    | 49,7   |
| Densidade (pop./km²) | 51,3    | 100   | 25,8     | 25,8     | 25,5    | 25,5   |

De acordo com dados de 2002, o rendimento médio per capita ascendia a 1313,25 zł.

## Subdivisões
- Bałtów, Borysów, Cezaryn, Jaworów, Kośmin, Kotliny, Osiny, Parafianka, Skrudki, Strzyżowice, Wilczanka, Wola Osińska, Zagrody, Żerdź, Żyrzyn

Gajówki:
Las-Grzęba, Las-Jawor
Przysiółek:
Sachalin

## Comunas vizinhas
- Abramów, Baranów, Końskowola, Kurów, Puławy, Puławy, Ryki, Ułęż